# ダニエル＝ヘンリー・カーンワイラー
ダニエル＝ヘンリー・カーンワイラー（Daniel-Henry Kahnweiler、1884年6月25日 - 1979年1月19日）は、ドイツ出身の美術品収集家で、20世紀のフランスで最も有名な美術商の一人である。